# 江原達怡
江原 達怡（えはら たつよし、1937年3月26日 - 2021年5月1日）は、日本の俳優、実業家。血液型はA型。
東京府出身。慶應義塾大学卒。

## 来歴
劇団の地方巡業に参加していたのを経て、1948年に『鐘の鳴る丘』に子役で出演。その後東宝へ入社し、久保明らと共に若手青春スターとして活躍。
1961年にスタートした『若大将シリーズ』では、若大将の友人・江口役でレギュラー出演。加山雄三らと共に若々しい演技に加え、清潔感ある都会派の好青年役で人気を集めた。
その他、黒澤明監督の『椿三十郎』、『赤ひげ』などの名作に出演。岡本喜八監督作品の常連として、『独立愚連隊』、『江分利満氏の優雅な生活』などにも助演し、印象を残した。
1970年代初め頃から実業家に転身。俳優としての仕事は減少したが、1999年の映画『メッセンジャー』や2003年の映画「踊る大捜査線 THE MOVIE 2 レインボーブリッジを封鎖せよ!」に出演、DVDのオーディオコメンタリーや企画番組に登場するなどその後も度々元気な姿を見せていた。
また、長野県で美術館の経営なども行っていたり、環境ジャーナリストを自称していた。
2021年5月1日11時26分、病気のため、長野県の自宅で死去。84歳没。

## 人物
スポーツ万能で、スキー、ゴルフの腕はプロ並み。スキーにおいては、『ニュージーランドの若大将』で、スキーができない酒井和歌子のスタントマンを務め、見事な滑走を披露している。また、プロ並の自動車運転技術も持っていて、『ゴー!ゴー!若大将』では、劇中のラリーの指導も行っており、加山に負けず劣らずの才能ぶりである。しかし、反面では水恐怖症のため、カナヅチで水泳は全く出来ないという。『ハワイの若大将』では、劇中で海に突き落とされるシーンがあったため、撮影前に出演辞退を申し出たというエピソードがある。
俳優・児玉清の著作「負けるのは美しく」の中に、児玉が新人時代に喫茶店でサインを求められたとき、同席していた既にスターだった年下の俳優が「この人は雑魚だから、もらっても意味がない」と当時なりの悪意のない発言をするエピソードがあり、前後の関係から江原のことと推察される（同書には江原の実名はない）。
『若大将シリーズ』で共演した加山とは大学時代からの顔馴染みで、最期まで深い親交を持っている。

## 主な出演作品

### 映画
- 思春期（1952年8月28日、東宝） 
  - 続思春期（1953年7月1日、東宝）
- 十代の性典（1953年2月5日、大映）
- 青色革命（1953年6月10日、東宝）
- 十代の誘惑（1953年12月29日、大映）
- 真白き富士の嶺（1954年8月4日、大映）
- 兄さんの愛情（1954年12月22日、東京映画）
- 制服の乙女たち（1955年5月25日、東宝）
- 娘の縁談（1955年6月1日、大映）
- 夏目漱石の三四郎（1955年8月31日、東宝）
- ジャンケン娘（1955年11月1日、東宝）
- 朝霧（1955年11月8日、東宝）
- 幸福はあの星の下に（1956年2月5日、東宝）
- チエミの初恋チャチャ娘（1956年2月18日、東宝）
- チエミの婦人靴（1956年4月25日、東宝）
- 大暴れチャチャ娘（1956年5月24日、東宝）
- 不良少年（1956年6月1日、東宝）
- 新婚第一課（1956年7月20日、東宝）
- ロマンス娘（1956年8月15日、東宝）
- 大学の侍たち（1957年9月22日、東宝）
- サザエさんシリーズ（東宝）
  - サザエさんの結婚（1959年1月9日）- ノリオの結婚式受付[注釈 1]
  - サザエさんの新婚家庭（1959年8月23日）- 辰野
  - サザエさんの赤ちゃん誕生（1960年2月28日）- 辰野
  - サザエさんとエプロンおばさん（1960年12月25日、宝塚映画）- 辰野[注釈 2]
  - 福の神 サザエさん一家（1961年3月28日、宝塚映画）- 辰野
- 愚連隊シリーズ（東宝）
  - 独立愚連隊（1959年10月6日、東宝）
  - 独立愚連隊西へ（1960年10月30日、東宝）
- 黒い画集 あるサラリーマンの証言（1960年3月13日、東宝）
- 若大将シリーズ
  - 大学の若大将（1961年7月8日、東宝）
  - 銀座の若大将（1962年2月10日、東宝）
  - 日本一の若大将（1962年7月14日、東宝）
  - ハワイの若大将（1963年8月11日、東宝）
  - 海の若大将（1965年8月8日、東宝）
  - エレキの若大将（1965年12月19日、東宝）
  - アルプスの若大将（1966年5月28日、東宝）
  - レッツゴー!若大将（1967年1月1日、東宝）
  - 南太平洋の若大将（1967年7月1日、東宝）
  - ゴー!ゴー!若大将（1967年12月31日、東宝）
  - リオの若大将（1968年7月13日、東宝）
  - フレッシュマン若大将（1969年1月1日、東宝）
  - ニュージーランドの若大将（1969年7月12日、東宝）
  - ブラボー!若大将（1970年1月1日、東宝）
  - 俺の空だぜ!若大将（1970年8月14日、東宝）
  - 帰ってきた若大将（1981年2月11日、東宝）
- B・G物語 二十才の設計（1961年10月29日、東宝）
- 椿三十郎（1962年1月1日、東宝）
- 忠臣蔵 花の巻・雪の巻（1962年11月3日、東宝）
- 社長シリーズ
  - 社長漫遊記（1963年1月3日、東宝）
  - 続社長漫遊記（1963年3月1日、東宝）
- ハイハイ3人娘（1963年1月29日、東宝）
- 戦国野郎（1963年3月24日、東宝）
- 江分利満氏の優雅な生活（1963年11月16日、東宝）
- 侍（1965年1月3日、東宝）
- 赤ひげ（1965年4月3日、東宝）
- 殺人狂時代（1967年2月4日、東宝）
- 東宝8.15シリーズ（東宝）
  - 日本のいちばん長い日（1967年8月3日）
  - 連合艦隊司令長官 山本五十六（1968年8月14日） - 森崎中尉[4]
  - 激動の昭和史 軍閥（1970年8月11日）
- メッセンジャー（1999年8月21日）[5]
- 踊る大捜査線 THE MOVIE 2 レインボーブリッジを封鎖せよ!（2003年7月19日）- 警視総監

### テレビ
- 風雪「サラリーマン誕生」（1965年、NHK） - 辻村浩一 役
- ウルトラQ 第1話「ゴメスを倒せ!」（1966年） - 毎日新報・新田記者 役
- 遊撃戦 第12話（1966年）
- 傷だらけの天使 第2話「悪女にトラック一杯の幸せを」（1974年）

### コメンタリー・インタビュー
- DVD ゴー!ゴー!若大将（2006年6月）- コメンタリー（星由里子と出演）
- 素晴らしき「若大将」の世界（日本映画専門チャンネル、2009年7月）- 中真千子と対談

## 著書
- 『死に向かう地球 最先端植林プロジェクト「スーパーポローニア」という選択』現代書林、2007。ISBN 978-4774510613
- 『心ごころの思い出』犬小屋出版、2021